# Vigarano Mainarda
Vigarano Mainarda és un municipi de 6.967 habitants de la província de Ferrara.

Les seves frazioni són Borgo, Castello, Coronella (en part), Diamantina, Madonna dei Boschi (en part), Tortiola. 

Les comuni limítrofes són Bondeno, Ferrara, Mirabello, Poggio Renatico. 

Els seus habitants s'anomenen vigaranesi. 

El patró és Sant'Antonio di Padova (Vigarano Mainarda), Santi Pietro e Paolo (Vigarano Pieve), festiu el 13 de juny (Vigarano Mainarda), i el 29 de juny (Vigarano Pieve). 

El nom de l'alcalde (Sindaco) és Daniele Palombo, des del 30 de maig de 2006, del partit lista civica

## Història
El nom Vigarano deriva del nom romà Vicus Varianus que probablement indicava les possessions de Varius. Havia de ser a la vora de la via Æmilia Altinate que portava a Este i a Altinum
El territori ha estat subjecte durant els segles a inundacions i als canvis del curs dels rius Po i Reno, avui encara amb traces evidents en forma de dics i llits vells. A l'edat mitjana l'assentament principal era a l'àrea de l'actual Vigarano Pieve, que es trobava en el curs principal de Po. Al segle xii, amb el trencament de Ficarolo, el Po va canviar el seu curs principal, abandonant el territori de Vigarano.
La part del sud del territori estava dominat en aquella època per la família Mainardi, que havia construït una torre, anomenada Torre Mainarda, que va donar el nom que avui identifica la població.

## Ciutadans il·lustres
- Paolo Mazza (1901-1981), entrenador de la ‘’Nazionale di calcio dell'Italia’’ i president de l'Spal
- Carlo Rambaldi (1925), artista d'efectes especials de cinema, guanyador tres vegades d'un oscar.